# 曲线的挠率
在初等三维曲线的微分几何中，一条曲线的挠率（torsion，或译扭率）度量了其扭曲的程度，即偏离平面曲线的程度。空间曲线的曲率和挠率在一起，与平面曲线的曲率类似。例如，他们都是弗勒内标架的微分方程组中的系数，由弗勒内-塞雷公式给出。

## 定义
设 C 是一条用弧长参数{\displaystyle s}给出的空间曲线，单位切向量为{\displaystyle {\boldsymbol {t}}}。如果在某一点 C 的曲率{\displaystyle \kappa }不等于 0，那么主法向量和次法向量分别是
{\displaystyle \mathbf {n} ={\frac {\mathbf {t} '}{\kappa }},\quad \mathbf {b} =\mathbf {t} \times \mathbf {n} .}
其中撇号代表对参数{\displaystyle s}的导数。空间曲线在一点处的切向量{\displaystyle {\boldsymbol {t}}}和主法向量{\displaystyle {\boldsymbol {n}}}所张成的平面就是密切平面，密切平面的法向量{\displaystyle {\boldsymbol {b}}={\boldsymbol {t}}\times {\boldsymbol {n}}}是曲线的次法向量。如果曲线本身位于一个平面内，那么这个平面就是曲线的密切平面，相应的次法向量就是常向量。如果曲线不是平面曲线，则{\displaystyle {\boldsymbol {b}}}不是常向量。因为{\displaystyle {\boldsymbol {b}}}是单位向量，所以{\displaystyle {\boldsymbol {b}}'}垂直于{\displaystyle {\boldsymbol {b}}}。又因为{\displaystyle {\boldsymbol {b}}={\boldsymbol {t}}\times {\boldsymbol {n}}}，所以{\displaystyle {\boldsymbol {b}}'={\boldsymbol {t}}'\times {\boldsymbol {n}}+{\boldsymbol {t}}\times {\boldsymbol {n}}'={\boldsymbol {t}}\times {\boldsymbol {n}}'}，故{\displaystyle {\boldsymbol {b}}'}也垂直于{\displaystyle {\boldsymbol {t}}}。所以{\displaystyle {\boldsymbol {b}}'}与{\displaystyle {\boldsymbol {n}}}共线。
挠率{\displaystyle \tau }度量了次法向量在那一点旋转的速度。由方程
{\displaystyle \mathbf {b} '=-\tau \mathbf {n} .}
得出
{\displaystyle \tau =-\mathbf {n} \cdot \mathbf {b} '.}
注：次法向量的导数垂直于次法向量和切向量，从而和主法向量成比例。式中的负号仅仅是出于习惯，是这个学科历史发展的副产品。
挠率半径，通常记为 σ，定义为：
{\displaystyle \sigma ={\frac {1}{\tau }}\;.}
几何解释：挠率{\displaystyle \tau (s)}度量了次法向量的方向的改变。挠率越大，次法向量关于切向量所在的轴的转动越快。

## 性质
- 平面曲线的挠率处处为 0；反过来，如果一条正则曲线的挠率处处为 0，那么这条曲线在一个平面上。
- 螺旋线的曲率和挠率都是常数；反之，任何空间曲线如果其曲率和挠率都是非零常数，必然是螺旋线。挠率为正是右手螺旋，为负是左手螺旋。
- 定倾曲线或称一般螺线（即切向量与一个固定方向交为定角的曲线）的挠率与曲率之比为常数；反之，如果正则曲线的挠率与曲率之比为常数，那么曲线必是定倾曲线。

## 另一种描述
设 r = r(t) 是空间曲线的参数方程。假设参数是正则的且曲线的曲率处处非 0。精确地说就是，r(t)关于t三次可微，且向量{\displaystyle \mathbf {r'} (t),\mathbf {r''} (t)}线性无关。
那么挠率可以由下面的公式表达出来：
{\displaystyle \tau ={{\det \left({r',r'',r'''}\right)} \over {\left\|{r'\times r''}\right\|^{2}}}={{\left({r'\times r''}\right)\cdot r'''} \over {\left\|{r'\times r''}\right\|^{2}}}.}
这里撇号表示对 t 求导数，× 号为向量的叉积。对 r = (x, y, z)，上述公式的分量形式为
{\displaystyle \tau ={\frac {x'''(y'z''-y''z')+y'''(x''z'-x'z'')+z'''(x'y''-x''y')}{(y'z''-y''z')^{2}+(x''z'-x'z'')^{2}+(x'y''-x''y')^{2}}}\;.}
例子：圆螺旋线{\displaystyle {\boldsymbol {r}}(t)=(a\cos {t},a\sin {t},bt)\ (a>0)}的曲率、挠率都是常数，分别为
{\displaystyle \kappa ={\frac {a}{a^{2}+b^{2}}},\quad \tau ={\frac {b}{a^{2}+b^{2}}}}